# Ryan Zinke

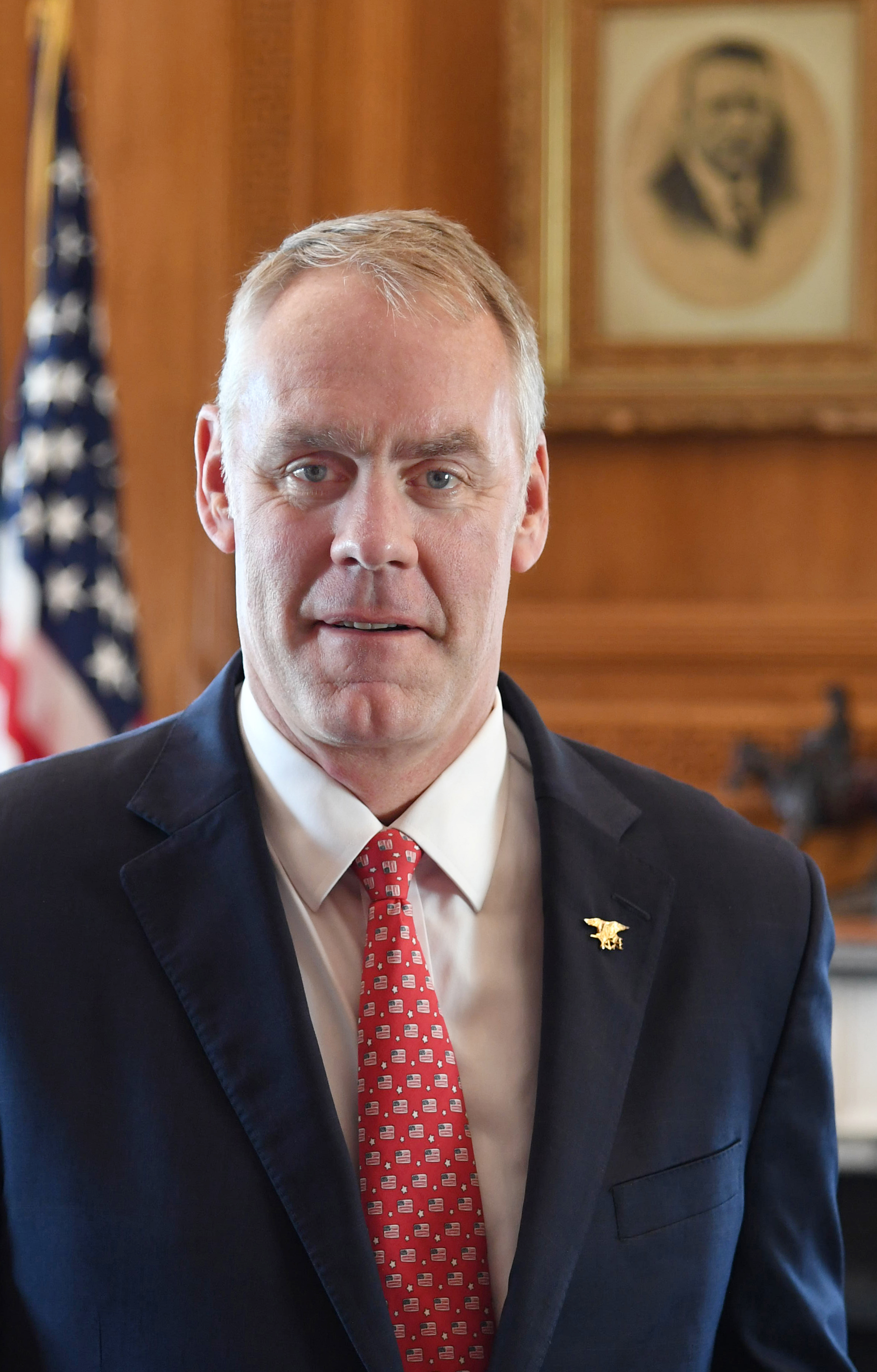
Ryan Zinke (2017)

Ryan Keith Zinke (* 1. November 1961 in Bozeman, Montana) ist ein US-amerikanischer Politiker (Republikanische Partei). Er war vom 1. März 2017 bis 31. Dezember 2018 Innenminister der Vereinigten Staaten im Kabinett Trump I. Von Januar 2015 bis März 2017 gehörte und seit Januar 2023 gehört er erneut für den Bundesstaat Montana dem Repräsentantenhaus der Vereinigten Staaten an.

## Werdegang
Im Jahr 1980 absolvierte Ryan Zinke die Whitefish High School in Montana und besuchte bis 1984 die University of Oregon in Eugene. Später studierte er in San Diego an der National University und an der University of San Diego. Zwischen 1985 und 2008 diente er als Navy SEAL und erreichte bei diesen den Rang eines Commander. Zwischen 1991 und 1993 diente er auch im SEAL Team Six. Danach arbeitete er in der privaten Wirtschaft als Vorstandsvorsitzender einer Beraterfirma.

## Politik
Zwischen 2009 und 2012 saß Zinke im Senat von Montana. Im Jahr 2012 bewarb er sich erfolglos um die republikanische Nominierung für das Amt des Vizegouverneurs seines Staates.
Bei der Wahl zum Repräsentantenhaus 2014 wurde Zinke für den At-large-Kongresswahlbezirk Montanas in den Kongress gewählt, in dem er am 3. Januar 2015 die Nachfolge von Steve Daines antrat, der zum U.S. Senator des Bundesstaates gewählt wurde. Zinke erhielt 55 Prozent der Stimmen, sein demokratischer Konkurrent John Lewis 40 Prozent. Zinke wurde bei der Wahl im November 2016 in seinem Amt bestätigt und damit Mitglied des am 3. Januar 2017 erstmals zusammengetretenen 115. Kongress der Vereinigten Staaten.
Am 15. Dezember 2016 nominierte der gewählte US-Präsident Donald Trump Zinke für den Posten des Innenministers. Am 1. März 2017 bestätigte der Senat der Vereinigten Staaten Zinke mit 68 zu 31 Stimmen, der daraufhin am selben Tag aus dem Kongress ausschied und sein Regierungsamt antrat.

### Trophäenjagd

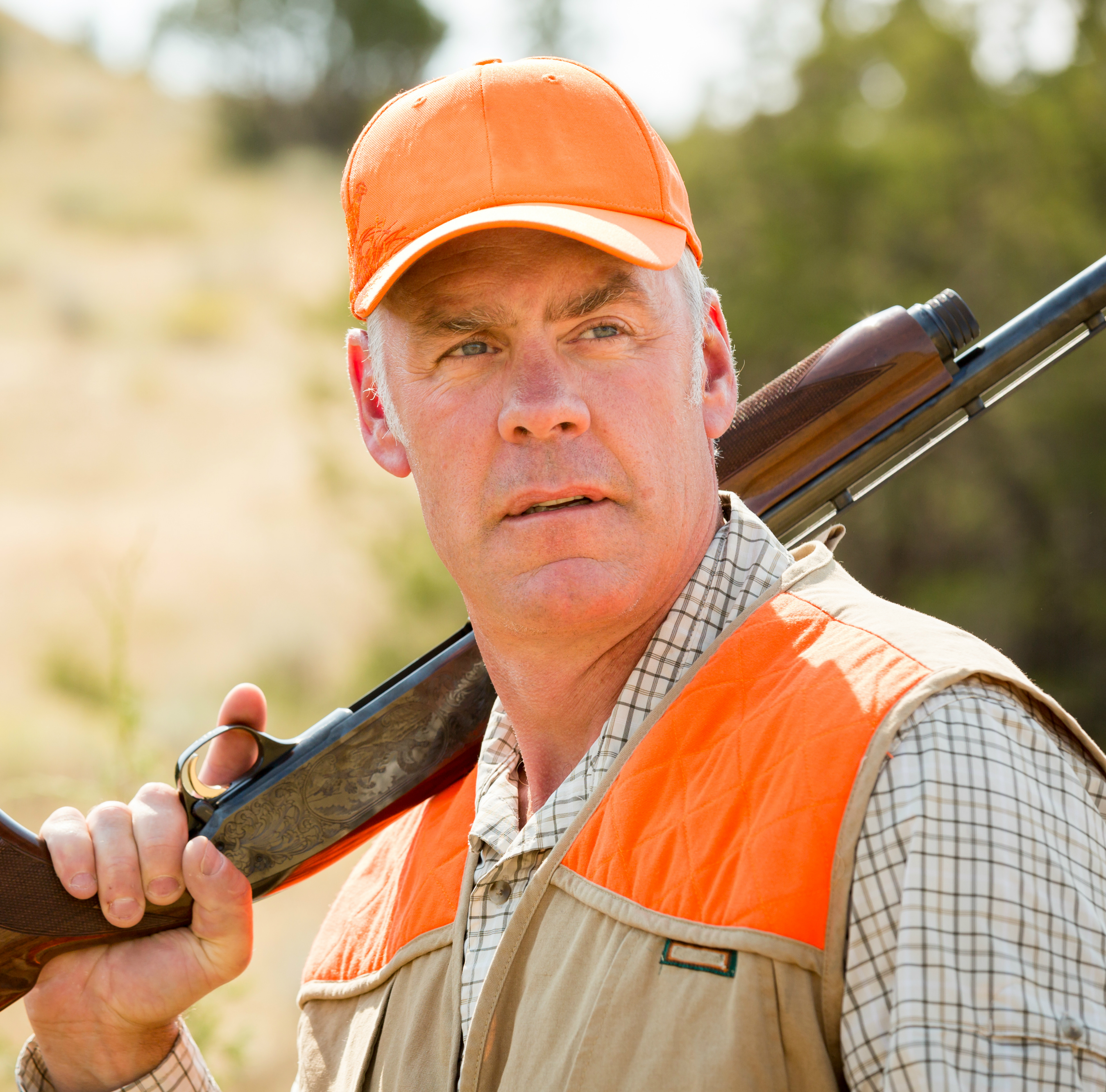
Ryan Zinke bei der Jagd (Offizielles Foto des Innenministeriums der Vereinigten Staaten)

Am 16. November 2017 wurde bekannt, dass Präsident Trump auf Rat von Zinke das in den USA bestehende Einfuhrverbot von Elefantenelfenbein aufheben wollte. Zinke, selbst ein passionierter Trophäenjäger, rechtfertigte sich gegenüber Kritikern damit, dass er seine schönsten Kindheitserinnerungen mit seinem Vater bei der Jagd gehabt habe und er deswegen bestrebt sei, die Jagd für amerikanische Familien zu fördern. Einen Monat zuvor wurde ohne Pressemitteilung auch das Einfuhrverbot von Löwentrophäen in die USA aufgehoben.
Trump und Zinke erfuhren erhebliche Kritik für die Entscheidung, da der Bestand afrikanischer Elefanten bereits durch industrielle Wilderei gefährdet ist und jährlich etwa 30 000 Tiere von Wilderern getötet werden. Kritiker befürchteten, dass das Aufheben des Einfuhrverbots eine Welle von amerikanischen Trophäenjägern auslösen werde und dass die Entscheidung dadurch einen schweren Schlag gegen das Überleben der Tierart Elefant darstelle. Zwei Tage später zog Präsident Trump die Entscheidung wieder zurück mit der Begründung, sich genauer informieren zu wollen. Im Oktober 2018 hob Trump das Einfuhrverbot von Elefantentrophäen ganz auf, ohne Pressemitteilung.
Von den sogenannten Big Five der Großwildjagd wurden allein 2014, vor der Einführung des Verbots durch Präsident Obama, 671 Elefanten, 741 Löwen, 311 Leoparden, 1412 Kaffernbüffel und 32 Nashörner von amerikanischen Trophäenjägern getötet und in die USA überführt.

### Management von Schutzgebieten für die Natur
Am 26. April 2017 hatte Präsident Trump mit Executive Order 13792 das Innenministerium angewiesen, die Flächengröße von 27 National Monuments zu überprüfen, welche nach dem 1. Januar 1996 ausgewiesen wurden und mindestens 100.000 Hektar Flächengröße haben. Am 24. August 2017 legte Zinke den Abschlussbericht zur Executive Order 13792 vor. Der Abschlussbericht forderte die Flächenreduzierung vom Bears Ears National Monument, Cascade-Siskiyou National Monument, Gold Butte National Monument, Grand Staircase-Escalante National Monument, Pacific Remote Islands Marine National Monument und Rose Atoll Marine National Monument. Ferner sollen bei allen geprüften National Monuments mehr traditionelle menschliche Nutzungen wie Beweidung, Holzeinschlag, Kohleabbau und kommerzielle Fischerei innerhalb der Schutzgebiete zugelassen werden, da Präsidenten in den letzten Jahrzehnten zu weit gegangen seien, um kommerzielle Aktivitäten in Schutzgebieten einzuschränken. Dieser Bericht schlug auch vor, zu überprüfen ob Camp Nelson, ein Ausbildungs-Camp für Afroamerikaner im Amerikanischen Bürgerkrieg, Medgar Evers Home und Badgers-Two Medicine mit einer Flächengröße von 130.000 acres im Lewis and Clark National Forest als National Monuments ausgewiesen werden sollten. Die Flächenreduzierung des Bears Ears National Monument und des Grand Staircase-Escalante National Monument durch Präsident Trump erfolgte am 4. Dezember 2017. Allein beim Bears Ears National Monument wurde die Flächengröße um 85 Prozent von 1.351.849 acres (547.074 ha) auf 201.876 acres (81.696 ha) reduziert. Die Berechtigung zur Flächenreduzierung wird gerichtlich geklärt. Klagen gegen diese Reduzierung wurden von den örtlichen Indianerstämmen, dem Outdoor-Bekleidungsunternehmen Patagonia und verschiedenen Natur- und Umweltschutzverbänden eingereicht.
Die Flächenreduzierung wurde als Sieg von Öl- und Bergbaufirmen mit der Republikanischen Partei über Umweltschützer und Indianerstämme gesehen. Im Bereich der Flächenreduzierung liegen Vorkommen von Erdöl, Uran und Steinkohle. In der Geschichte der USA wurden sechzehn National Monuments von US-Präsidenten achtzehnmal in der Flächengröße reduziert. Seit 1962 war es zu keiner Flächenreduzierung mehr gekommen. Trumps Flächenreduzierung der beiden National Monuments ist die größte Reduzierung der US-Geschichte.

### Mittelkürzungen für Behörden Zinkes
Als Innenminister verteidigte Zinke 2018 Präsident Trumps Vorschlag für Mittelkürzungen von 1,6 Milliarden Dollar für Behörden des Innenministeriums. So sollten 400 Millionen für die Nationalparks und andere Schutzgebiete gestrichen werden. 370 Millionen sollte das Bureau of Indian Affairs u. a. auch für Bildungs- und Förderprogramme verlieren. 163 Millionen Dollar waren für Kürzungen des United States Geological Survey vorgesehen. Zinkes vorgeschlagenes Budget würde auch den Land and Water Conservation Fund von 425 Millionen Dollar im Jahr 2018 auf 8 Millionen Dollar kürzen. Der Land and Water Conservation Fund stellt Bundes-, Landes- und Kommunalverwaltungen Geld für den Erwerb von Land und Wasserrechten zu Naturschutzzwecken zur Verfügung. Auch private Vereine können Zuschüsse bekommen.

### Waldbrand und Klimawandel
Zinke besuchte im August 2018 Kalifornien, wo zu diesem Zeitpunkt viele Wälder brannten (siehe Waldbrände in Kalifornien 2018). Kaliforniens Gouverneur Jerry Brown nannte die Situation die „neue Normalität“, weil das trockene und heiße Wetter die Feuersaison verlängert. Zinke behauptete dagegen, der Klimawandel habe nichts mit der Häufung und der längeren Dauer der Brände zu tun. Umweltaktivisten seien schuld an den Waldbränden, weil sie gegen die Holzfällung in den betroffenen Gebieten seien. Später erklärte Zinke allerdings, dass der Klimawandel zu den Bränden beiträgt.

### Rücktritt und Rückkehr in den Kongress
Gegen Zinke liefen Ermittlungen wegen eines Grundstücksentwicklungsprojekts in Zinkes Heimatort Whitefish zwischen einer Stiftung Zinkes und Halliburton-Präsident David Lesar. Ferner warf die Arbeit einer Innenministeriums-Abteilung an einem Casino-Projekt, durch das die Grenzen für das Grand Staircase-Escalante National Monument zugunsten des Projekts verändert werden sollten, Fragen auf.
Am 15. Dezember 2018 verkündete Präsident Donald Trump Zinkes Rücktritt zum Ende des Jahres.
Seit Januar 2019 arbeitet Zinke als Geschäftsführer von Artillery One, einer Kryptowährungs-Investmentfirma. Zinke nahm auch Beraterjobs bei verschiedenen Energieunternehmen an.
Im Juni 2021 kündigte Zinke offiziell seine Kampagne zur erneuten Wahl in das US-Repräsentantenhaus im Jahr 2022 an. Am 8. November 2022 wurde Zinke bei den Wahlen zum Repräsentantenhaus der Vereinigten Staaten 2022 erneut im 1. Kongresswahlbezirk von Montana gewählt. Der Wahlbezirk war mittlerweile verkleinert worden, da Montana einen zweiten Wahlbezirk erhalten hatte. Zinke schlug die Demokratin Monica Tranel mit 50 % zu 46 % der Stimmen. Seine zweijährige Amtszeit begann am 3. Januar 2023. In der folgenden Wahl 2024 setzte er sich zunächst in der Vorwahl gegen Mary Todd mit 73,7 % durch. In der Hauptwahl erhielt Zinke 52,3 % der Stimmen und besiegte so erneut die Demokratin Monica Tranel.